# سارا ظهرابی
سارا ظهرابی (فارسی: سارا ظهرابی نیا؛ زادهٔ ۱۳ نوامبر ۱۹۹۶) بازیکن فوتبال اهل ایران است.
از جمله باشگاه‌هایی که وی در آن بازی کرده می‌توان به باشگاه فوتبال زنان ملوان بندر انزلی، باشگاه فوتبال زنان شهرداری سیرجان، باشگاه فوتبال زنان هیئت فوتبال البرز و باشگاه فوتبال زنان ذوب آهن اشاره کرد.
وی همچنین در تیم‌های ملی فوتبال زنان ایران بازی کرده‌است.

## زندگی
فوتبال زنان در ایران

«مسوولان هیئت استان خوزستان، زنان را نادیده می‌گیرند و حتی با کنایه عنوان می‌کنند که مگر زنان تیم ملی فوتبال هم دارند. آنان تیشه به ریشه فوتبال ما زدند و آن را نابود کردند.»

—سارا ظهرابی
ظهرابی زاده ۲۳ آبان ۱۳۷۵ در ایذه خوزستان است.

## حرفه
در سال ۸۶ و در ۱۰ سالگی در ماده ۸۰۰ متر دو و میدانی حضور داشت و یکبار در مسابقات استانی قهرمان و بار دیگر نایب قهرمان شد. در سال ۸۷ در مرکز آموزشی فوتسال ثبت نام کرد و پس از مدتی بازی در سالن به تیم دانیال ایذه پیوست. با این تیم از دسته ۳ استانی شروع کرد.
در نخستین اردوی تیم زیر ۱۶ سال به پیشنهاد «مریم ایراندوست» به تیم ملوان پیوست و به پیشنهاد مریم جهان نجاتی به به تیم شهرداری سیرجان پیوست و ۵ سال در آن تیم بازی کرد و در پایان فصل به تیم هیئت فوتبال البرز رفت.

### ملی
در ۱۱ سالگی به تیم ملی دعوت شد. در ۱۲ سالگی سه دوره برای تیم زیر ۱۶ سال و ۳ دوره نیز برای تیم زیر ۱۹ سال بازی کرد. در تیم ملی فوتبال به عنوان هافبک با شماره ۸ بازی می‌کند.

### باشگاهی
وی در باشگاه فوتبال زنان ذوب آهن با شماره ۱۰ بازی می‌کند.

## حاشیه
در هفته شانزدهم لیگ برتر فوتبال زنان تیم‌های ذوب آهن اصفهان و شهرداری سیرجان از ساعت ۲۰ و ۳۰ دقیقه جمعه شب برابر هم به میدان رفتند. در این بازی بازیکنان دو تیم با هم درگیر شده و بازی را به خشونت کشیده شد.

## افتخارات
در مسابقات فوتسال دسته یک کشور، یک دوره بهترین بازیکن و در سال ۹۰ در مسابقات غرب آسیا در اردن با تیم زیر ۱۶ سال به عنوان بهترین بازیکن این رقابت‌ها انتخاب شد و در تورنمنت کافا در ازبکستان که در سال ۹۷ برگزار شد عنوان قهرمانی را کسب کردند.